# 恋愛的指向
恋愛的指向（れんあいてきしこう、英語: romantic orientation）、あるいはロマンティック・オリエンテーションは、いずれの性別に対して恋愛感情をいだくか、に関する傾向のことである。

## 概要
「性的指向」という用語の替わりに使われることもあれば、並列的に使われることもある。たとえば、性同一性と性的指向は必ずしも同調しているわけではない。例えば、性同一性が男性だとしても性的指向がガイネセクシュアル（性的指向が女性）とは限らないし、性同一性が女性だとしても性的指向がアンドロセクシュアル（性的指向が男性）とは限らない。それと同じく、性的指向（性愛的指向）と恋愛的指向も必ずしも一致しているわけではない。例えば、性愛の対象は男性（アンドロセクシュアル）であるけれども、恋愛の対象はジェンダーを問わない（パンロマンティック）、ということがありうる。「恋愛的指向」とは、このようなことを表現するための概念である。後述するように、特に無性愛者（アセクシュアル）にとって、恋愛的指向は性的指向よりも有用な指標である場合が多い。

## 使用例・組合せ
無性愛者（アセクシュアル、asexual）のなかにも、恋愛的に惹かれるという人はいる。このような人はロマンティック・アセクシュアル（romantic asexual）と呼ぶ。恋愛感情をいだかない無性愛者はアロマンティック・アセクシュアル（aromantic asexual）と呼ぶ。また、性的に惹かれることはあるが、恋愛的に惹かれることのない人もいる。この場合はアロマンティック・セクシュアル（aromantic sexual）と呼ぶ。また、性別を問わずあらゆる人に性的魅力を感じるが、恋愛的に惹かれるのは異性だけだという人は、ヘテロロマンティック・パンセクシュアル（heteroromantic pansexual）と呼ぶ。
このように、個人の恋愛的指向と性的指向とを併記することができる。

## 性的指向とアセクシュアルの関係
恋愛的指向と性的指向の区別の意味は完全には認識されておらず、広く研究されてこなかった。文献で性的指向を説明する場合、性的魅力と恋愛的 (または恋愛と同等の) 魅力の両方の要素を含むものとして記述することはよくある。性的指向と恋愛的指向の関係を調査した文献は限られているが、情報収集が困難となる原因は、研究調査の参加者が性的な魅力と恋愛的な魅力を特定したり区別することが困難であることにある。アセクシュアルの個人は、他人にほとんどあるいは全く性的魅力を感じないが（グレーアセクシュアル）、それでも恋愛的魅力は経験することがある。Lisa M. Diamondは、人の恋愛的指向は、その個人が誰に性的な魅力を感じるかとは異なる可能性があると述べている。 個人における性的魅力と恋愛的魅力の不一致に関する研究は限られているが、魅力の感じ方には流動性や多様性がある可能性が、徐々に認識されてきている。研究者のBulmerとIzumaは、アロマンティックと自認する人は恋愛的な関係により否定的な態度をとることが多いことを発見した。アセクシュアルを自認する人は人口の約1%であるが、そのうちの74%は何らかの形の恋愛的魅力を経験することが報告されている。
異なる魅力の区別を考慮した指向の概念化に関する最初の記録は、Karl Heinrich Ulrichsが1879年に出版した、非異性愛的な魅力に関する12冊の本である。これらの本の中で、Ulrichsは現代のLGBTのアイデンティティと非常によく似た複数の分類を提示した。作品の中で、彼は「konjunktiver Uranodioning（conjunctive bisexuality）」と「disjunktiver Uranodioning（disjunctive bisexuality）」という概念について説明している。前者は男性と女性の両方に愛情と情熱を感じる人のことで、現代の「バイロマンティック・バイセクシュアル（biromantic bisexual）」に相当する。後者は、同じジェンダー/性別の人に愛情を感じるが、異なるジェンダー/性別の人々に「恋する」気持ちを感じる人のことで、現在の「ヘテロロマンティック・ホモセクシュアル（heteroromantic homosexual）」に相当する。しかし、Ulrichsのモデルは、その複雑さのために有名になることはなかった。
性的魅力と恋愛的魅力を区別する例としては、心理学者のDorothy Tennovによる1979年の著書『Love and Limerence – the Experience of Being in Love』の出版が挙げられる。Tennovはこの本で、リメレンスを誰かへの片思いとして説明できる魅力の一種として記述している。Tennovはセックスをリメレンスの一部と見なしていたが、彼女はそれが主な焦点ではないことを認識していた。 「ノンリメレント」という用語は、アロマンティックの前身と考えられることがある。

## 恋愛的指向の流動性
恋愛的指向の流動性（英語: romantic orientation fluidity）は文字通り恋愛的指向が流動的に変化する（しうる）こと、あるいはそのような流動性を示す恋愛的指向を意味する。アロマンティックからロマンティックに変化したり、パンロマンティックからホモロマンティックに変化したりするとき、これらを前者の意味のフルイド（流動）と呼ぶ。ガイネロマンティックとアンドロロマンティックとの間で揺れ動くような恋愛的指向（これはしばしばバイロマンティックと同一視される）は後者の意味のフルイドの例である。